# Dirk Ronellenfitsch
Dirk Ronellenfitsch (* 19. August 1975 in Heidelberg) ist ein ehemaliger deutscher Radrennfahrer.

## Sportliche Laufbahn
1993 gewann er gemeinsam mit Ronny Lauke, Thorsten Rund und Holger Roth die Goldmedaille in der Mannschaftsverfolgung bei den UCI-Bahn-Weltmeisterschaften der Junioren. 1996 und 1997 gehörte er der Nationalmannschaft des Bundes Deutscher Radfahrer an. 1997 gewann er als Fahrer der U23 die Gesamtwertung der Rad-Bundesliga. Ronellenfitsch wurde 1998 Berufsfahrer im Radsportteam Team Nürnberger. Als Profi konnte er keine Erfolge erzielen. Sein bestes Resultat war der 6. Platz im Grand Prix Istria.
In der Saison 2000 fuhr er die Vuelta a España und wurde 123.

## Berufliches
Ronellenfitsch absolvierte eine Ausbildung zum Steuerfachgehilfen.